# كوانغميونغ
كوانغميونغ (تعني حرفيًّا: النور الساطع)  هي الشبكة الداخلية والانترنت القومي والحديقة المسورة الخاصة بكوريا الشمالية تم افتتاحها بالعام 2000.
الشبكة تستخدم نطاقات خاصة تتبع نطاق المستوي الاعلي الدولي الخاص بكوريا الشمالية .kp التي لا يمكن الوصول اليها عن طريق الشبكة العالمية. بحلول 2016 ، بدأت الشبكة تستخدم عناوين بروتوكول الإنترنت محجوزة لشبكات داخلية في نطاق 10.0.0.0/8 . على الأرجح يجد الشعب الكوري الشمالي أن الدخول إلى المواقع عن طريق عناوين الـIP أكثر يسرا من كتابة الاحرف اللاتينية في الـURL.
مثل الشبكة العالمية، محتوي الشبكة المستضاف علي المضيفات يمكن الوصول له عبر المتصفحات، ويوفر محرك بحث داخلي. كما يوفر ايصا خدمة البريد الالكتروني وخدمات الأخبار.
فقط الأجانب المتواجدين بكوريا وكبار المسؤولين بالحكومة الكورية هم من يمكنهم الوصول إلى الشبكة العالمية، مما يجعل من كوانغميونغ الشبكة الوحيدة المتوفرة لاغلب مواطنى كوريا الشمالية. تعد كوانغميونغ خدمة عامة يمكن الولوج اليها واستخدامها بشكل مجانى.

## المحتوى
تتكون شبكة كوانغميونغ من مواقع كثيرة وخدمات متنوعة، من ضمنها وعلى سبيل المثال وليس حصرا، مواقع سياسية، اقتصادية، علمية، ومواقع ثقافية ومواقع عن مختلف أنواع العلوم; خدمات بريد الكترونى; بالاصافة إلى شبكة تواصل اجتماعي; ومواقع اخبارية; ومواقع بحثية واكاديمية للابحاث العلمية مثل موقع أكاديمية العلوم للعلوم والتقنية الكورية (بالكورية: 과학기술전시관; هانجا: 科學技術展示館) وموقع أكاديمية العلوم للعلوم الطبية (بالكورية: 의학과학정보센터); ومواقع متنوعة تابعة للحكومة الكورية من ضمنها مواقع المعاهد الثقافية ومواقع الجامعات وبضعة مواقع للمؤسسات الصناعية والتجارية الكبرى في كوريا الشمالية; ومواقع خارجية موجودة على الإنترنت العالمى (بالأخص المواقع العلمية)، تم تحميلها ثم اخضاعها للرقابة ومراجعتها ثم نشرها في كوانغميونغ  ومكتبة إلكترونية; ومواقع قليلة خاصة بالبيع والتجزئة عبر الانترنت تابعة للمؤسسات الحكومية التجارية.
بحلول 2014، يقدر عدد المواقع علي كوانميونغ بـ1000 لـ5500 موقع.
في 2016، تم اطلاق خدمة بث تلفزيوني عبر الانترنت تسمى مانبانغ تم وضعها على خوادم متصلة بكوانغميونغ، يتم الولوج اليها عن طريق جهاز فك تشفير متصل بالواي فاي.

## الوصول إلى الشبكة
يمكن الوصول إلى شبكة كوانغميونغ فقط من داخل كوريا الشمالية. امكانية الوصول للشبكة متاحة في المدن والبلدات، خصوصا في الجامعات والمؤسسات الصناعية والتجارية. يوجد العديد من مقاهى الانترنت في بيونغيانغ.
كوانغميونغ لديها امكانية وصول غير محدودة علي مدار 24 ساعة عن طريق ملقم الهاتف. بحلول 2013، كان هناك عدد من الأجهزة اللوحية التي تعمل بنظام اندرويد تدعم الوصول إلى كوانغميونغ تباع في كوريا الشمالية.
في 2018، أصدرت كوريا الشمالية خدمة واي فاي جديدة تسمى Mirae، تتيح للهواتف امكانية الوصول لكوانغميونغ في العاصمة بيونغيانغ.

## الرقابة على المعلومات
كوانغميونغ هي شبكة داخلية مصممة لتعمل فقط داخل كوريا الشمالية، تمنع الشبكات الداخلية مثل كوانغميونغ امكانية الولوج إلى الشبكة العالمية ومحتوياتها الاجنبية، على الناحية الأخرى تمنع أيضا كوانغميونغ تسريب المعلومات عن الشبكة بشكل كبير خارج كوريا الشمالية. مما يعنى عمليا أنها نوع من الرقابة المشددة على المعلومات، تمنع تلك الرقابة المعلومات غير المرغوب بها في الانترنت الخارجي من الوصول إلى الشبكة الداخلية. في الواقع، تقريبا المواضيع والمعلومات الحساسة يستحيل الوصول اليها بسبب غياب الاتصال بالانترنت العالمى والرقابة المشددة على المعلومات. كوانغميونغ اساسا يتم تشغيلها والتحكم بها بشكل شبه كامل عن طريق الحكومة الكورية ومؤسساتها. ومع ذلك، هناك محتويات ضخمة من المعلومات القادمة من الإنترنت الخارجي يتم تحميلها علي كوانغميونغ ولكن بعد ان يتم معالجتها.

## روابط خارجية
- List of sites on Kwangmyong at North Korea Tech
- Video of surfing on Kwangmyong at أوليسراديو Areena
- North Korea and the Internet at ذي إيكونوميست
- Kwangmyong computer network at North Korea Economy Watch
- Digital Divide on the Korean Peninsula at Institute for Corean-American Studies
- Hermit Surfers of P'yongyang at وكالة المخابرات المركزية